# Toothbrush (песня)
«Toothbrush» — песня американской группы DNCE. 17 мая 2016 года она была отправлена на contemporary hit radio, как второй и последний сингл с дебютного мини-альбома Swaay. Она также была включена в их дебютный студийный альбом. Авторами выступили вокалист группы Джо Джонас, продюсер Ilya, Джеймс Галеб и Рикард Гёранссон.

## Музыкальный клип
Музыкальный клип, режиссёром которого выступил Люк Монаган, вышло 17 мая 2016 года. Эшли Грэм сыграла возлюбленную Джонаса, клип получил похвалу за представление образа с положительным телом.

## Участники
- Микшер: Сербан Генеа
- Помощник микшера: Джон Хейнс
- Инженер: Сэм Холланд
- Помощник звукорежиссёра: Кори Байс
- Помощник звукорежиссёра: Джереми Лертола
- Программирование, продюсер, клавишные, перкуссия, автор текста, композитор: Илья Салманзаде
- Барабаны: Питер Карлссон
- Перкуссия, лирик, композитор, бэк-вокалист, гитара: Джеймс Алан Галеб
- Бас, перкуссия, автор текста, композитор, гитара: Рикард Гёранссон
- Автор текста, композитор: Джо Джонас

## Чарты
| Чарт (2016)                                | Высшая позиция |
| ------------------------------------------ | -------------- |
| Австралия (ARIA)                           | 33             |
| Бельгия/Фландрия (Ultratip Bubbling Under) | 40             |
| Бельгия/Валлония (Ultratip Bubbling Under) | 43             |
| Канада (Billboard Canadian Hot 100)        | 36             |
| Канада (Billboard CHR/Top 40)              | 27             |
| Канада (Billboard Hot AC)                  | 32             |
| Чехия (Singles Digitál Top 100)            | 67             |
| Венгрия (Rádiós Top 40)                    | 16             |
| Венгрия (Single Top 40)                    | 35             |
| Ирландия (IRMA)                            | 65             |
| Португалия (AFP)                           | 86             |
| Шотландия (OCC Scotland)                   | 47             |
| Словакия (Rádio — Top 100)                 | 58             |
| Словакия (Singles Digitál Top 100)         | 60             |
| Sweden Heatseeker (Sverigetopplistan)      | 10             |
| Великобритания (OCC UK Singles)            | 49             |
| США (Billboard Hot 100)                    | 44             |
| США (Billboard Adult Pop Airplay)          | 32             |
| США (Billboard Dance/Mix Show Airplay)     | 34             |
| США (Billboard Pop Airplay)                | 18             |

## Сертификации
| Регион                                                                      | Сертификация | Продажи   |
| --------------------------------------------------------------------------- | ------------ | --------- |
| Австралия (ARIA)                                                            | Золотой      | 35 000    |
| Бразилия (ABPD)                                                             | Платиновый   | 60 000    |
| Новая Зеландия (RMNZ)                                                       | Золотой      | 15 000    |
| Великобритания (BPI)                                                        | Серебряный   | 200 000   |
| США (RIAA)                                                                  | Платиновый   | 1 000 000 |
| Данные о продажах + прослушиваниях приведены только на основе сертификации. |              |           |

## История релиза
| Регион | Дата            | Формат                 | Лейбл    | Примечания |
| ------ | --------------- | ---------------------- | -------- | ---------- |
| США    | 23 октября 2015 | Цифровое скачивание    | Republic | [ 30 ]     |
| США    | 17 мая 2016     | Contemporary hit radio | Republic | [ 1 ]      |